# Labena
Labena is een geslacht van insecten uit de orde vliesvleugeligen (Hymenoptera) en de familie Ichneumonidae.

## Soorten
- L. acerba Khalaim & Ruiz-Cancino, 2009
- L. annulata (Brulle, 1846)
- L. canelensis Porter, 2005
- L. chadwickii (Parrott, 1955)
- L. delta Gauld, 2000
- L. eremica Gauld, 2000
- L. espinita Gauld, 2000
- L. fiorii Graf & Marzagao, 1999
- L. flavatoria (Fabricius, 1804)
- L. gauldiana Bordera, Gonzalez-Moreno & Saaksjarvi, 2010
- L. gloriosa Cresson, 1874
- L. grallator (Say, 1835)
- L. grandis Gauld & Holloway, 1986
- L. guanacasteca Gauld, 2000
- L. humida Gauld, 2000
- L. iquitosica Saaksjarvi, Bordera & Gonzalez-Moreno, 2010
- L. jacunda Gauld & Holloway, 1986
- L. keira Gauld & Holloway, 1986
- L. lachryma Gauld, 2000
- L. malecasta Gauld & Holloway, 1986
- L. marginata Szepligeti, 1914
- L. mimica Gauld, 2000
- L. moragai Gauld, 2000
- L. morda Gauld, 2000
- L. nigra Rohwer, 1920
- L. obscura Gauld, 2000
- L. ogra Gauld, 2000
- L. osai Gauld, 2000
- L. petita Gauld, 2000
- L. pluvia Gauld, 2000
- L. polemica Gauld, 2000
- L. pucon Porter, 2005
- L. pudenda Gauld & Holloway, 1986
- L. rufa (Brulle, 1846)
- L. schausi Cushman, 1922
- L. sericea (Kriechbaumer, 1890)
- L. striata Townes, 1966
- L. tarsata Gauld, 2000
- L. tinctipennis Rohwer, 1920
- L. trilineata Ashmead, 1895
- L. variegata Szepligeti, 1914
- L. yucatanica Gonzalez-Moreno, Bordera & Saaksjarvi, 2010
- L. zerita Gauld, 2000